# Superpuchar Tadżykistanu w piłce nożnej
Superpuchar Tadżykistanu w piłce nożnej (tadż. Ҷомдорони Тоҷикистон, Dżomdoroni Todżikiston) – mecz piłkarski pomiędzy aktualnym Mistrzem Tadżykistanu oraz zdobywcą Pucharu Tadżykistanu w danym sezonie (jeżeli ta sama drużyna wywalczyła zarówno mistrzostwo, jak i Puchar kraju – jej przeciwnikiem zostaje wicemistrz Tadżykistanu).
Mecz o Superpuchar Tadżykistanu rozgrywany jest przed rozpoczęciem sezonu.
W spotkaniu o Superpuchar Tadżykistanu w przypadku remisu po upływie regulaminowego czasu gry przeprowadzona jest dogrywka, a jeśli i ona nie wyłoni zwycięzcę, to wtedy zarządzana jest seria rzutów karnych.
Rozgrywane są od roku 2010.

## Finały Superpucharu Tadżykistanu
| Sezon | Zdobywca          | Wynik        | Finalista              | Stadion, data                      |
| ----- | ----------------- | ------------ | ---------------------- | ---------------------------------- |
| 2010  | Istiklol Duszanbe | 2-0          | Wachsz Kurgonteppa     | Stadion Pamir                      |
| 2011  | Istiklol Duszanbe | 1-0          | Regar-TadAZ Tursunzoda | Stadion Pamir                      |
| 2012  | Istiklol Duszanbe | 2-1          | Regar-TadAZ Tursunzoda | Stadion Pamir                      |
| 2013  | Rawszan Kulab     | 2-1          | Regar-TadAZ Tursunzoda | Stadion Pamir                      |
| 2014  | Istiklol Duszanbe | 5-0          | Rawszan Kulab          | Stadion Pamir                      |
| 2015  | Istiklol Duszanbe | 2-2 (k. 4-3) | Chajr Wahdat           | Stadion Pamir                      |
| 2016  | Istiklol Duszanbe | 3-2          | FK Chodżent            | Stadion Metallurg, 3 kwietnia 2016 |
| 2017  | FK Chodżent       | 2-0          | Istiklol Duszanbe      | Stadion Centralny                  |
| 2018  | Istiklol Duszanbe | 3-2          | FK Chodżent            | Stadion Centralny                  |

## Statystyki
| Klub                   | Zdobywca | Finalista | Lata triumfów                      | Lata przegranych |
| ---------------------- | -------- | --------- | ---------------------------------- | ---------------- |
| Istiklol Duszanbe      | 6        | –         | 2010, 2011, 2012, 2014, 2015, 2016 |                  |
| Rawszan Kulab          | 1        | 1         | 2013                               | 2014             |
| Regar-TadAZ Tursunzoda | –        | 3         |                                    | 2011, 2012, 2013 |
| Wachsz Kurgonteppa     | –        | 1         |                                    | 2010             |
| Chajr Wahdat           | –        | 1         |                                    | 2015             |
| FK Chodżent            | –        | 1         | –                                  | 2016             |